# Triomphe de Vienne

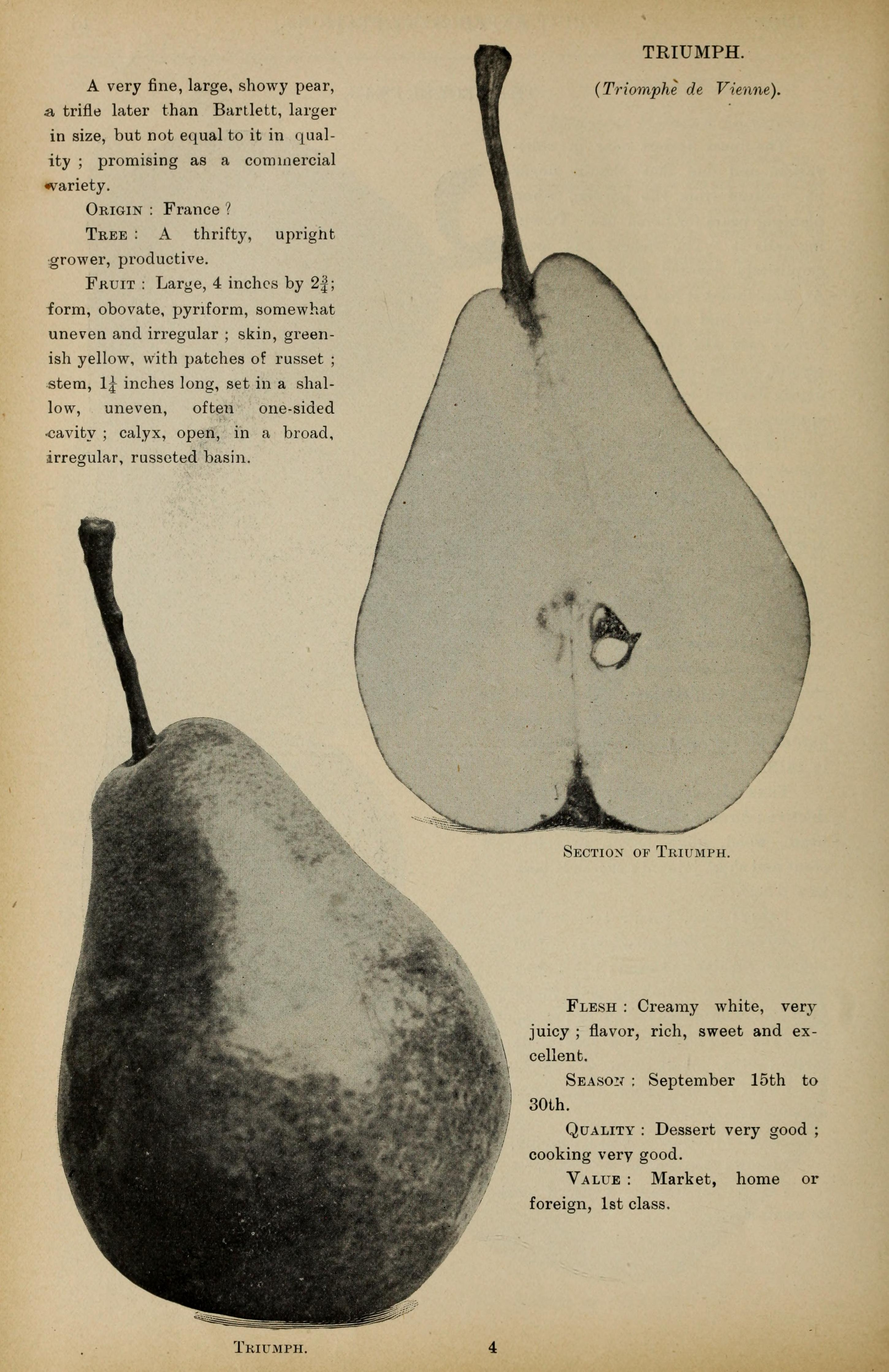
Annual report of the Fruit Growers' Association of Ontario, 1902 (1903) (14583197140)

Triomphe de Vienne is een oud Frans handperenras ontdekt in 1864 door Jean Collaud in Nontagnon (Frankrijk).

## Kenmerken
Jean Collaud kweekte uit toevallige kruisingen van peren zaailingen, in 1864 introduceerde hij een nieuw ras, de boomkweker Claude Blanchet uit Vienne in Isère
vermeerderde het  en bracht het als Triomphe de Vienne in de markt.
De boom groeit krachtig met schuine gesteltakken tot een grote brede kroon, de vruchtdragende takken hangen licht omlaag als de vruchten groter worden. 
Het ras is gevoelig voor bacterievuur (perenvuur) , schurft en roest (Gymnosporangium sabinae).
De Triomphe de Vienne is niet zelfbestuivend en erg onregelmatig in de mate van bestuiving, goede bestuivers zijn o.a. Clapp's Favourite, Bonne Louise d'Avranches, Doyenné du Comice, Précoce de Trévoux en Bergamot d'Esperen.
Om de parthenocarpe vruchtzetting te bevorderen werden de vruchtdragende takken na de bloei bespoten met een 
oplossing van Gibberellinezuur en B-9 (N-Dimethylaminibarnsteenzuur (groeiremmer)) 
De bloei begint in april en is dan nog vorstgevoelig, de peren rijpen vanaf half augustus tot september.
De vrucht is groot, langwerpige van vorm, de schil is geelgroen met lichte bruine vlekken en aan een zijde vaak bronskleurig.
Het is een sappige zoete peer met een rijk aroma, die wordt gegeten als handpeer, de peren zijn niet lang houdbaar en tijdens het bewaren gaat veel van de smaak verloren.

## zie ook
- Lijst van perenrassen